# 馬奎斯卡尼薩萊斯市 (特魯希略州)

馬奎斯卡尼薩萊斯市（西班牙語：Municipio José Felipe Márquez Cañizales）是委內瑞拉的一個市，位於該國西部特魯希略州，首府設於埃爾帕拉德羅，面積648平方公里，海拔高度217米，2011年人口4,551，人口密度每平方公里7.02人。